# 札幌市平岸プール
札幌市平岸プール（さっぽろしひらぎしプール）は、札幌市豊平区にある温水プール。札幌市スポーツ協会が指定管理者になっている。

## 概要
1989年（平成元年）に札幌市内初となる長水路温水プールとして開館。日本国内初の水圧によってプールの水深を変えることができる可変床を採用した施設であり、アーティスティックスイミングや水球でも利用可能になっている。

## 施設
- 50 mプール（大プール）
  - 日本水泳連盟公認[4]
  - 50 m×25 m
  - 水深0 mから3.0 m可変床
- 25 mプール（小プール）
  - 日本水泳連盟公認[4]
  - 25 m×13 m
  - 水深0 mから1.2 m可変床
- 採暖室
- 多目的室
- 講習会室
- 観客席（1,400席）

## アクセス・駐車場
- 札幌市営地下鉄南北線南平岸駅から徒歩7分
- 北海道中央バス（西岡営業所）「平岸5条13丁目」バス停下車徒歩1分、（西岡・平岡営業所）「平岸7条13丁目」バス停下車徒歩4分
- 駐車場100台（うち身障者用身障者用10台）